# Aquinnah
Aquinnah város az USA Massachusetts államában, Dukes megyében. Lakosainak száma 439 fő (2020. április 1.).

## Népesség
A település népességének változása:

| 2010 | 311 |
| 2020 | 439 |